# Тьерри, Огюстен
Огюстен Тьерри, полное имя Жак Николя Огюсте́н Тьерри́ (фр. Jacques Nicolas Augustin Thierry; 10 мая 1795 года, Блуа, Франция — 22 мая 1856 года, Париж) — французский историк романтического направления, один из основателей французской историографии. Член Академии надписей и изящной словесности (1830). Старший брат Амадея Тьерри, также историка, на которого оказал большое влияние.

## Биография
Интерес к истории у него пробудился рано — под влиянием Шатобриана и В. Скотта.
После окончания Высшей школы в 1813 году О.Тьерри сближается с Анри Сен-Симоном и в 1814-17 годах служит у него секретарём. Отношения между Сен-Симоном и Тьерри были настолько доверительные, что молодой человек называл себя (и подписывал свои работы) его приёмным сыном. Разочаровавшись в утопическом социализме, Тьерри покидает своего учителя, однако в его статьях периода 1817—1821 ещё весьма ощутимо воздействие социалистических идей. Так, сутью исторического развития О.Тьерри считал совместную борьбу третьего сословия — буржуазии, пролетариата и крестьянства — против первых двух высших сословий. Перейдя к исследованию средневековой истории Франции, учёный с точки зрения разработанной им теории сословной (или классовой) борьбы рассматривал происходившую в раннее Средневековье борьбу туземного римско-кельтского населения Галлии с завоевателями — франками. Тьерри рассматривал как революционно-демократический процесс крестьянскую войну (Жакерия) и городские восстания XII—XIV столетий, считал прогрессивным сотрудничество французских королей начиная со времён Капетингов и вплоть до правления Людовика XIV с городскими магистратами, направленное против феодальной верхушки. Именно прекращение этого союза, по мнению О.Тьерри, вызвало Великую французскую революцию. Как подтверждение своей теории о «классовой борьбе» в Средневековье как борьбе рас Тьерри также показывает историю Англии после Нормандского завоевания как борьбу живших в Британии и низведённых до состояния вилланов англосаксов с аристократическим слоем, представленным выходцами из Нормандии.
Язык, которым написаны работы О. Тьерри — яркий, сочный; большое значение он придавал художественности, стилю своих произведений. Учёный уделял огромное значение исследованию исторических источников, использовал хроники, предания и легенды. Как отмечают СИЭ и БСЭ, главную задачу историка Тьерри видел в художественном воссоздании событий прошлого с помощью интуиции. С 1830 года О. Тьерри — член Академии надписей. Июльскую революцию 1830 года учёный принял восторженно, однако революция 1848 года, вызванная противоречиями внутри самого третьего сословия (буржуазией и пролетариатом), которое учёный считал «цельным», вызвала у него горькое недоумение и её он рассматривал как историческое недоразумение.
К 1830 году ослеп и был разбит параличом, после этого занимался творчеством с помощью жены своего брата Амедея и своего ученика Армана Карреля.
Научное творчество О. Тьерри по исследованию истории третьего, угнетённого сословия было высоко оценено Карлом Марксом, назвавшим французского учёного «отцом классовой борьбы». В то же время он и критиковал взгляды Тьерри, в частности за то, что последний не признавал антагонистических противоречий внутри самого третьего сословия. Французский литературный критик Гюстав Планш писал, что в развитии новых идей значение «Истории завоевания Англии норманнами», занимает тоже место какое имел «Театр Клары Гасуль» П. Мериме в истории литературы.

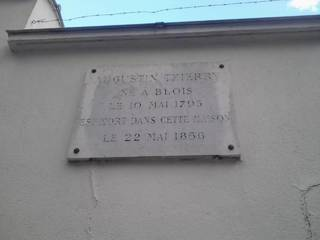

## Сочинения
- Lettres sur l’histoire de France. («Письма по истории Франции») Paris, 1827
- Dix ans d'études historiques. («Десять лет исторических работ») Paris, 1834
- Essay sur l’histoire de la formation et des progrès du Tiers État, («Опыт истории происхождения и успехов третьего сословия») 1853
- Рассказы о временах Меровингов = Récits des temps mérovingiens. — СПб.: Издание Артели переводчиц, печать типографии О. И. Бакста, 1864.[5]
- Тьерри О. Завоевание Англии норманнами = Histoire de la conquête de l’Angleterre par les normands. — М., 1900. — 134 с.
- Тьерри О. Избранные сочинения / Пер. с фр. М.: Соцэкгиз, 1937. 440 с.
- Тьерри О. Городские коммуны во Франции в Средние века / Пер. с фр. М.: URSS : ЛИБРОКОМ, 2011. 248 с. ISBN 978-5-397-01620-9 — вторая часть «Писем по истории Франции»